# Hypocoela semirufa
Hypocoela semirufa är en fjärilsart som beskrevs av Druce 1911. Hypocoela semirufa ingår i släktet Hypocoela och familjen mätare. Inga underarter finns listade i Catalogue of Life.